# Canton de Saint-Galmier
Le canton de Saint-Galmier est une ancienne division administrative française située dans le département de la Loire et la région Rhône-Alpes. À la suite du redécoupage cantonal de 2014, le canton est renommé en canton d'Andrézieux-Bouthéon et les limites territoriales sont remaniées par l'ajout de 4 communes du canton de Saint-Just-Saint-Rambert.

## Histoire
Jusqu'à une date non connue, après 1882, le canton de Saint-Galmier groupait 21 communes. Il a été divisé en deux cantons : le canton de Saint-Galmier, et le canton de Chazelles-sur-Lyon, qui groupe 10 communes (Châtelus, Chazelles-sur-Lyon, Chevrières, La Gimond, Grammond, Maringes, Saint-Denis-sur-Coise, Saint-Médard-en-Forez, Viricelles et Virigneux).
Par décret du 26 février 2014, le nombre de cantons du département de la Loire est divisé par deux, avec mise en application aux élections départementales de mars 2015. Le canton de Saint-Galmier est renommé et s'agrandit. Il passe de 11 à 15 communes et devient le canton d'Andrézieux-Bouthéon, la ville de Saint-Galmier n'étant pas la ville la plus peuplée de ce territoire.

## Géographie
Ce canton était organisé autour de Saint-Galmier dans l'arrondissement de Montbrison. Son altitude variait de 333 m (Montrond-les-Bains) à 696 m (Aveizieux) pour une altitude moyenne de 418 m.

## Représentation

### Conseillers d'arrondissement (de 1833 à 1940)
| Période                                  | Période          | Identité                      | Étiquette | Qualité |
| ---------------------------------------- | ---------------- | ----------------------------- | --------- | --- |
| 1833                                     | 1839             | Jean Bournat                  |           | Maire de Bouthéon                                                                                           |
| 1839                                     | 1852             | Jean-Pierre Antoine Forissier |           | Propriétaire du château de la Forêt, maire de Saint-Galmier                                                 |
|                                          |                  |                               |           | |
| 1861                                     | 1870             | Claude Ramel (1809-1887)      |           | Juge de paix, Saint-Galmier                                                                                 |
|                                          | 1882 (démission) | Eugène Provot                 |           | Maire de Chazelles-sur-Lyon                                                                                 |
|                                          |                  |                               |           | |
| 1919                                     | 1922             | Eugène Arbez                  |           | Médecin à Saint-Galmier                                                                                     |
| 1922                                     | 1928             | Alphonse Thiollière           |           | Maire de Saint-Médard, Vice-Président de la société d'agriculture de Saint-Galmier                          |
| 1928                                     | 1934             | Camille Briand                | URD       | Maire de Bellegarde                                                                                         |
| 1934                                     | 1940             | Antoine Thollot               | URD       | Maire de Chambœuf                                                                                           |
| 1940                                     |                  |                               |           | Les conseils d'arrondissement ont été suspendus par la loi du 12 octobre 1940 et n'ont jamais été réactivés |
| Les données manquantes sont à compléter. |                  |                               |           | |

### Conseillers généraux de 1833 à 2015
| Période | Période          | Identité                                  | Étiquette                 | Qualité |
| ------- | ---------------- | ----------------------------------------- | ------------------------- | --- |
| 1833    | 1839             | Adrien Dulac                              |                           | Notaire, maire de Saint-Galmier |
| 1839    | 1852             | Jacques Octave Vincent de Saint-Bonnet    |                           | Avocat à la Cour, Lyon |
| 1852    | 1871             | Jean-Pierre Antoine Forissier (1807-1891) |                           | Propriétaire du château de la Forêt, maire de Saint-Galmier, conseiller d'arrondissement                                                                                  |
| 1871    | 1901             | Francisque Reymond                        | Républicain Centre gauche | Ingénieur civil à Montbrison - Député (1873-1888) Sénateur (1888-1905) |
| 1901    | 1919             | Joseph Desjoyaux                          | Libéral                   | Agriculteur - Maire de Saint-Galmier |
| 1919    | 1925             | Jean Odin                                 | URD                       | Docteur en médecine à Saint-Galmier |
| 1925    | 1931             | Joannès Vaganay                           | PRS                       | Propriétaire, délégué cantonal, Saint-Galmier |
| 1931    | 1937             | Antoine Ravel                             | Rad.                      | Distillateur Conseiller municipal de Saint-Galmier Député (1932-1936) |
| 1937    | 1940             | Gabriel Cousin                            | URD                       | Maire de Saint-Galmier |
|         |                  |                                           |                           | |
| 1943    | 1945             | Léon Pallard                              |                           | Maire d'Aveizieux Nommé conseiller départemental en 1943 |
| 1943    | 1945             | Claudius Juquel                           |                           | Maire d'Andrézieux Nommé conseiller départemental en 1943 |
|         |                  |                                           |                           | |
| 1945    | 1951             | Antoine Ravel                             | Rad.                      | Ancien député |
| 1951    | 1972 (décès)     | Émile Pelletier                           | DVD                       | Chocolatier Maire de Veauche |
| 1972    | 1994             | Henri Bayard                              | RI puis UDF               | Cadre - Député (1976-1993) Maire de Veauche (1972-1995) |
| 1994    | 1995 (décès)     | François Mazoyer                          | DVD                       | Maire d'Andrézieux-Bouthéon (1983-1995) |
| 1995    | 2013 (démission) | Paul Salen                                | DVD puis UMP              | Retraité Premier vice-président du Conseil général Ancien premier adjoint au maire de Montrond-les-Bains Suppléant du député Jean-François Chossy puis Député (2011-2017) |
| 2013    | 2015             | Michèle Maras                             | UMP                       | Gérante Première adjointe au Maire d'Andrézieux-Bouthéon (1998-2008) Elue en 2015 dans le Canton d'Andrézieux-Bouthéon                                                    |

## Composition
Le canton de Saint-Galmier groupait 11 communes et comptait 37 341 habitants (recensement de 1999 sans doubles comptes).
| Communes               | Population (2012) | Code postal | Code Insee |
| ---------------------- | ----------------- | ----------- | ---------- |
| Andrézieux-Bouthéon    | 9 508             | 42160       | 42005      |
| Aveizieux              | 1 371             | 42330       | 42010      |
| Bellegarde-en-Forez    | 1 775             | 42210       | 42013      |
| Chambœuf               | 1 516             | 42330       | 42043      |
| Cuzieu                 | 1 478             | 42330       | 42081      |
| Montrond-les-Bains     | 4 608             | 42210       | 42149      |
| Rivas                  | 490               | 42340       | 42185      |
| Saint-André-le-Puy     | 1 189             | 42210       | 42200      |
| Saint-Bonnet-les-Oules | 1 425             | 42330       | 42206      |
| Saint-Galmier          | 5 705             | 42330       | 42222      |
| Veauche                | 8 276             | 42340       | 42323      |

## Démographie
| 1962   | 1968   | 1975   | 1982   | 1990   | 1999   | 2006   | 2011   | 2012   |
| ------ | ------ | ------ | ------ | ------ | ------ | ------ | ------ | ------ |
| 14 873 | 16 462 | 22 135 | 27 384 | 31 831 | 34 865 | 37 341 | 38 510 | 39 285 |